# 14947 Luigibussolino
14947 Luigibussolino eller 1996 AB4 är en asteroid i huvudbältet som upptäcktes den 15 januari 1996 av de båda italienska astronomerna Ulisse Munari och Maura Tombelli vid Cima Ekar-observatoriet. Den är uppkallad efter Luigi Bussolino.
Asteroiden har en diameter på ungefär 2 kilometer.